# Brevipalpus keiferi
Brevipalpus keiferi är en spindeldjursart som beskrevs av Pritchard och Baker 1958. Brevipalpus keiferi ingår i släktet Brevipalpus och familjen Tenuipalpidae. Inga underarter finns listade.